# ゴーテル
- 塔の上のラプンツェル > ゴーテル
- ディズニーヴィランズ > ゴーテル

ゴーテル（マザー・ゴーテル、Mother Gothel）は、ウォルト・ディズニー・ピクチャーズのアニメ映画『塔の上のラプンツェル』（2010年）に登場する架空のキャラクターである。女優で歌手のドナ・マーフィーが声優デビューとして声を担当した。マーフィーは、エージェントからディズニーがこの映画の悪役のオーディションを行っていると聞き、突発的にオーディションに参加した。
ドイツの童話『ラプンツェル』に登場する「ゴーテル婦人」にゆるやかに基づいているキャラクター。性格は虚栄心の強く、実年齢は400歳の老婆である。魔法の金の花の強力な治癒力を長年にわたって独占し、永遠の若さを保ってきたが、その花が王国の王妃の病気を癒すために摘み取られ、花の力は王と王妃の美しい若い娘ラプンツェルに受け継がれる。不老不死を保つためにラプンツェルを誘拐して18年間塔に閉じ込め、その髪に宿った花の力を利用し続ける。またラプンツェルが外に出ないように母親として接し、「外の世界は危険で、他の人々が彼女の髪を自分たちのために奪おうとしている」と話す。
ゴーテルは、それぞれ『白雪姫』（1937年）と『シンデレラ』（1950年）に登場する悪役、女王やトレメイン夫人のようなディズニーヴィランズにインスパイアされているが、脚本家のダン・フォーゲルマンによって、元となった魔女よりも独自で複雑な悪役に発展させられた。ゴーテルは魔法ではなく、機知や魅力、知恵だけを頼りに生き延びる必要があった。映画の中で最も製作が難しかったキャラクターであるゴーテルの外見は、彼女の美しさ、黒く巻き毛の髪、そして豊かな体型がラプンツェルと対照をなすように意図的にデザインされた。また、その外見はマーフィー自身やアメリカの歌手シェールの姿にインスパイアされた。
ゴーテルは、映画評論家からほとんど好意的に受け入れられており、そのユーモア、複雑さ、カリスマ性、そして見せ場を持つキャラクター性が評価され、シーンスティーラー（場面を奪う存在）と称賛されている。また、マーフィーの演技も広く称賛されている。しかし、一部の批評家はゴーテルを「受動的すぎる」と批判し、彼女を『眠れる森の美女』（1959年）のマレフィセントや『101匹わんちゃん』（1961年）のクルエラ・ド・ヴィルよりも弱く、あまり威圧感のないディズニーヴィランズだとして退けた。

## 製作

### 構想と創造
ウォルト・ディズニー自身は1940年代に、童話『ラプンツェル』を長編アニメーション映画として初めて映画化しようと試みた。しかし、当時の映画製作の努力は完全には実現されなかった。というのも、この童話は「小さすぎる」と見なされていたからである。2008年に共同監督のネイサン・グレノとバイロン・ハワードは、この映画を成功させるためにスケールを拡大し、「大きなイベント」に変えることを決定した。同時に、ゴーテルのキャラクターは、彼女が元になっている魔女よりもはるかに複雑な悪役として発展させられた。彼女は「本当に孤独で、あらゆる種類の関係を持つ方法を知らない女性」として構想された。その時点でキャラクターについてはほとんど決まっていなかったが、彼女は単に「自分をスポットライトの中に置くタイプの女性」として描写された。従来のディズニーヴィランズとは異なり、ゴーテルは魔女でもなく、魔術師でもない。彼女は超自然的な力を持たないため、機知、魅力、知性、カリスマ性だけを頼りにすることを余儀なくされた。これは、グレノとハワードが意図的に選んだ決定だった。しかし、グリム兄弟の原作の童話では、ゴーテルは典型的な魔女のようなキャラクターとして描かれており、ディズニーの映画版ではその要素が変更され、代わりにゴーテルの不老不死は「ラプンツェルの髪から派生した」とされている。

ゴーテルとラプンツェルの「奇妙な」関係にインスピレーションを求めて、グレノとハワードは複数のディズニーの女性社員にインタビューを行った。彼女たちに「母親のどんな点が煩わしく、窮屈に感じられたか」をリストアップしてもらい、特に「母親がどのようなことをすると、自分が閉じ込められたり、息が詰まったり感じるか」を尋ね、悪役がより共感できるものになるようにした。ゴーテルの「お母様はあなたの味方」の台詞「ちょっと太ってきたんじゃない？」は、実際にこれらのインタビューの1つから引用されている。ゴーテルは過保護な親の「暗い側面」を具現化している。映画の冒頭では、ゴーテルとラプンツェルの関係は「純粋な母娘関係」に近いものとして描かれている。ゴーテルの「独自の母親スタイル」について詳しく説明しながら、ハワードは『デン・オブ・ギーク』に対し、「彼女はこの賢い少女に自分が母親であると納得させなければならない...どんな動機であれ」と語った。ゴーテルを、ラプンツェルとの複雑な関係の結果として製作するのが最も難しいキャラクターの1つとしたグレノは、『デン・オブ・ギーク』にこう説明した。
「ゴーテルは直接的に意地悪ではいけない。彼女は非常に受動的攻撃的でなければならなかった。彼女は最も難しいキャラクターの1つだった。製作中、彼女が十分に悪役に感じられないという意見があり、アースラのようなキャラクターと比較されることもあった。そして一時期は、彼女があまりにも暗くなりすぎたこともあった。なぜなら、彼女をどう描くかが直接ラプンツェルの描き方に影響を与えるからである。もし非常に支配的で残酷な悪役を演じると、その少女はおとなしく打ちひしがれ、自分自身をほとんど失い、低い自尊心を持つキャラクターになってしまう。私たちはそんなキャラクターを望んでいないと分かっていた。私たちはバランスを取らなければならず、ゴーテルはもっと微妙で、一面的で支配的な母親ではないということに気づいた。」 ー共同監督のネイサン・グレノが『デン・オブ・ギーク』に語った。
セントポール・パイオニア・プレスは、ゴーテルが伝統的な悪い継母の「アップデート版」を表しており、「受動的攻撃的な継母」へと進化していると指摘した。女優ドナ・マーフィーの意見では、「クラシック」な悪役とは、「何かを強烈に、切実に求める人物で、道徳的な規範や倫理感に縛られなくなるところに到達する人物」であり、最終的に「欲しいものを手に入れるためには何でもする」という結論に至るとしている。『オースティン・クロニクル』は、監督たちがゴーテルを「ストーリー展開のきっかけとなる邪悪な母親像」として含めたことを、ディズニーアニメーションの「古典的な特徴の1つ」と見なしている。

### 声優

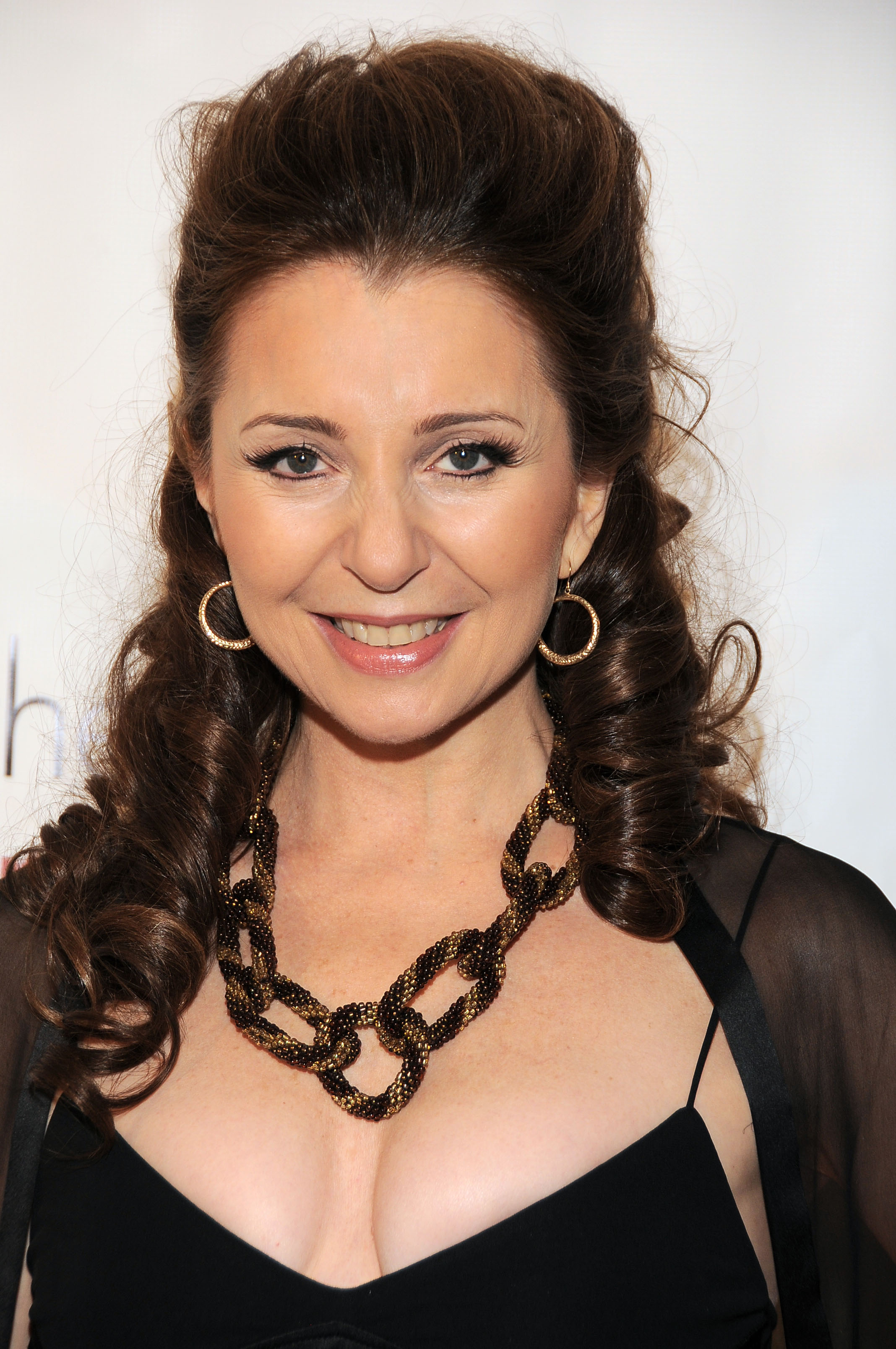
ゴーテルの声は、ブロードウェイ女優のドナ・マーフィーが担当しており、これが彼女の声優デビューとなった。最終的に彼女の演技は広く称賛を受けることとなった。

監督たちは、映画の主役の声を担当するために、必ずしも有名なAリストのセレブやトップの俳優を採用することにこだわらなかったと認めている。ハワードは、配役にあたっては単に「キャラクターに合った声」を持つ俳優を選び、キャラクターに自然な魅力をもたらせる声優を優先したと説明した。グレノは、「スターの大きさは問題ではなく、常にその役に最適な人物が誰かが重要だった」と述べている。映画評論家ジェームズ・ベラーディネリ（ReelViews）は、この決定が「1980年代後半から1990年代初頭にかけて、ディズニーが有名なスターを避け、無名の才能を重視したアプローチ」を反映していると指摘した。さらに、俳優には、独立しても協力しても良いパフォーマンスができることが求められた。
ゴーテルの声は、トニー賞を受賞したブロードウェイ女優であるドナ・マーフィーが担当した。彼女はエージェントから『塔の上のラプンツェル』のオーディションの話を聞いた。これまでアニメキャラクターの声を担当したことがなかったマーフィーは、未知の経験が「楽しい」ものになるだろうという期待だけで、オーディションに参加することを決めた。マーフィーは、すぐにゴーテルの複雑さに強い好感を抱いた。彼女はブロードウェイでの受賞歴のあるパフォーマンスで知られており、彼女は『塔の上のラプンツェル』のオーディションに向けて、ブロードウェイのオーディションと同じように準備した。声だけに頼らず、ゴーテルに映画に現れる以上の背景を持たせた。グレノとハワードは、マーフィーを「素晴らしい歌手」として高く評価していたが、それでも彼女は監督たちのために曲のオーディションを受ける必要があった。彼女はミュージカル『イントゥ・ザ・ウッズ』から「Children Will Listen」を披露した。ハワードはインタビューで、マーフィーが最終的に何百人もの女優の中から選ばれた理由は、彼女が「何か特別なもの」を持っていたからだと明かした。監督たちは、特にマーフィーが役に持ち込んだカリスマ性と知性を楽しんでいた。
ディズニー映画のファンとして育ったマーフィーは、プリンセスの役を演じたいと思ったことはなく、むしろ冒険的で「アクションを主導する」キャラクターを好んでいた。彼女の意見では、ディズニー映画の中で最もダイナミックなキャラクターは悪役であり続けている。ディズニーヴィランズを演じる機会を「魅力的な」体験と表現し、これはこれらのキャラクターが「倫理や道徳の規範、他人がどう思うかや他人を傷つけることを気にする必要がない」ため、俳優により多くの自由を与えるからだと説明した。初めてのセッションで、マーフィーは監督たちがゴーテルに関する初期のコンセプトやアイデアを示してくれたことに感謝した。しかし、マーフィーには完全な台本は渡されず、「彼らはそれを非常に厳重に管理している」と述べている。マーフィーは、声のピッチを下げ、「平坦な」音を示すよう指示された。マーフィーは特定の個人に基づいて自分のパフォーマンスを行ったわけではないが、ディズニーの『101匹わんちゃん』（1961年）でクルエラ・ド・ヴィルを演じたベティ・ルー・ガーソンの演技から多少のインスピレーションを受けたとBabbleに認めた。ブロードウェイと声優業を比較して、マーフィーは、アニメーションでは「録音しながら、同時に発見し、演技をする。それは3週間のリハーサルがあるわけではない」とコメントした。また、マーフィーは共演者のマンディ・ムーア（ラプンツェル役）とは1度も共演せず、実際には監督の1人がムーアの役を演じる形でゴーテルとラプンツェルのシーンを録音したことを明かした。監督はまた、ゴーテルのデザインが女優の仕草に合わせて進化し続けることをマーフィーに説明した。ハワードは、マーフィーがゴーテル役を「見事にこなした」と賞賛し、最終的にマーフィーのオリジナルの素材やテイクの90%を使用したと認めた。「彼女が来た時、キャラクターがすぐに生き生きとした」と述べている。

### 特性評価、設計、分析
「ディズニーは誰よりも悪役をうまく作る」と確信していた監督たちは、最終的に「過去のディズニー映画のクラシックな悪役に見合う悪役」を作り上げるプレッシャーを感じていた。グレノとハワードは、ゴーテルを面白くもあり、恐ろしいキャラクターにしたいと考え、「指導力と強力な存在感を持ちつつも、温かさも持ち合わせたキャラクター」と彼女を表現した。グレノは、ゴーテルが特に恐ろしいのは、彼女が魔女ではないからだと考えており、「彼女は現実世界にいるタイプの悪役だ」と説明している。ゴーテルは「映画の中で最も難解なキャラクターの1つ」と考えられており、グレノとハワードは、ゴーテルを魅力的でカリスマ性のある狡猾な悪役として描き、観客が彼女とラプンツェルの特異な関係に納得するようにしたかった。グレノは、「もしゴーテル母さんが意地悪で、見た目も怖く、悪役らしく振る舞うなら、観客は『ラプンツェルはなぜ塔に留まっているんだろう？』と思うだろう」と説明した。初期の草案では、ゴーテルは『リトル・マーメイド』（1989年）のアースラにインスパイアされていたが、その結果、キャラクターが「暗すぎる」ものになってしまった。最終的には、ゴーテルが『シンデレラ』（1950年）の冷酷な継母トレメイン夫人のような「一面的で支配的な母親」であるよりも、もっと微妙なキャラクターとして描かれることになった。
『コリアタイムス』によると、ゴーテルが「貪欲で利己的な女性でありながら、同時にラプンツェルの母親的存在である」という考えは、アニメーターのジン・キムにとって当初「困惑」するものであったが、彼がゴーテルの「マザー・ノウズ・ベスト」を初めて聞いた後、キャラクターのために「1940年代のハリウッドのスクリーン・サイレンのモチーフ」を思いついたと報じられている。監督たちはまた、ゴーテルとラプンツェルが血縁関係にないことが明白であるように努めた。グレノは『アニメーション・ワールド・ネットワーク』に対し、「2人が並んで立っていると、体型、髪、肌の色合いだけで、母と娘ではないことが明らかである」と語っている。ハワードは、ラプンツェルに比べて「ゴーテルは非常に背が高く、曲線美を持ち、非常に魅惑的な外見をしている。彼女の巻き毛に至るまで、視覚的にこれはこの少女の母親ではないと示そうとしている」と付け加えた。アニメーターたちは、マーフィーの映像を研究して「顔の表情やジェスチャーのアイデア」を得た。多くの憶測の後、監督たちは最終的に、マーフィーに加えてゴーテルの外見が実際にアメリカの歌手シェールに影響を受けていることを認めた。ハワードは、シェールが「非常にエキゾチックでゴシックな外見をしているからだ」と説明し、「際立ったキャラクターを生み出すために視覚的に参考にした人物の1人であった」と語った。
ゴーテルは常にラプンツェルに嘘をつき、彼女を見下しているため、ゴーテルと関連して「ガスライティング」や「受動的攻撃行動」という言葉がよく使われるようになった。批評家たちは、ゴーテルが「新しいタイプのディズニーヴィランズ」を先駆ける可能性があり、「嫌味な、受動的攻撃的で罪悪感を誘う魔女」を紹介する存在だと感じた。『ヴィレッジ・ヴォイス』は、ゴーテルが「ディズニーヴィランズの中で初めて、その主な犯罪が他者を貶めることにある悪役」であり、ラプンツェルに「君はただ愚かすぎる、無学で無知すぎる」と警告し、塔の外で生き延びることができないと伝えると述べている。『ロサンゼルス・タイムズ』は、ゴーテルを「罪悪感を植え付ける、過保護で、超操縦的な地獄の親」と評した。ある映画評論家は「ゴーテルは、ディズニーが長い間使ってきた中で最も控えめな悪役の1人だ。彼女はシンデレラの意地悪な継母の考え方を思い起こさせる。彼女は演技を過剰にしなくても悪役であることを証明している」と述べた。この評論家はさらに、「ゴーテルは、暗くてコメディ的なタイミングと、悪役が嫌悪されるために必要な全体的な貪欲さと脅威を少し備えた、時代を超えたキャラクターだ」と続けた。ゴーテルは、ディズニーの『白雪姫』（1937年）に登場する白雪姫の継母である女王と比較されている。

ドナ・マーフィーは、ゴーテルが彼女なりにラプンツェルを本当に愛していたと信じている。
「また、ゴーテルにはラプンツェルに対する一種の愛情の糸があると思う。それは彼女が最初に意図したものではないが、彼女はこの子供を育て、これは彼女が387歳、あるいはそれ以上の年齢で持った中で、最も親密で確かに最も長続きした関係だと思う。だから、自分のために何かを手に入れたいという欲求がどれだけ強くても、彼女はラプンツェルに恋せずにはいられなかったのだ。ラプンツェルは活発で、創造的で、魅力的だ。それはゴーテルの中に何かをかき立て、それがゴーテルにとって混乱を招くのだと思う。そしてゴーテルは、自分自身を大切にすることが最も重要であると常に思い出さなければならない。しかし、そこには確かにある種の人間らしさがある。それは無条件の愛ではないが、ある種の愛が育まれる」 — ドナ・マーフィー（Colliderへのインタビューより）

### 音楽
ゴーテルは映画の中で2曲を歌う。「お母様はあなたの味方」は、「派手でブロードウェイ向けの曲」と表現され、ゴーテルが娘に「ラプンツェルを狙う邪悪なものすべて」について警告する「権威的な賛歌」とも描写されている。また、同じくアラン・メンケン作曲、グレン・スレーター作詞の「お母様はあなたの味方 (リプライズ)」も歌う。ラプンツェルの音楽を「若々しく、現代的で新鮮な」シンガーソングライター風にする一方で、メンケンはゴーテルの曲を「よりクラシックなブロードウェイ風」にし、「大舞台のディーバタイプ」の音楽として描写した。批評家たちは、「お母様はあなたの味方」と、メンケンが作曲を担当したディズニーの『ノートルダムの鐘』（1996年）の「僕の願い」との類似点を指摘している。
音楽的には、映画製作者たちは「マーフィーのアイデアに対しても開かれており」、女優が「アレンジの中で、音楽的に少し異なるエンディング」について意見を持ち、別の方法を試したいと依頼した際、製作者たちは「もちろん！」と快く応じた。

## 出演

### 塔の上のラプンツェル
ゴーテルは『塔の上のラプンツェル』（2010年）に登場する。400年もの間、ゴーテルは若さと美しさを保つために、魔法の金の花の若返りの力を独占し、その存在を世界に隠していた。しかし、コロナ王国の妊娠中の王妃が重病を患ったとき、花は城の兵隊に急いで摘み取られ、病気の王妃に薬として投与される。この結果王妃は全快するが、ゴーテルは自分の不老不死を保つ唯一の手段を失ってしまう。やがて王と王妃の間に生まれたラプンツェルは、その花の力を受け継ぎ、特別な歌が歌われると彼女の金色の髪にその力が現れる。それを知ったゴーテルは自分のためにその髪を利用しようとして夜中に城に忍び込み髪を切りとるが、髪が切られるとその力も失われることに気づき、やむなくラプンツェルを誘拐する。そして、森の中に魔法で塔を作ると、その中で彼女を18年間自分の娘として育てる。
ラプンツェルの18歳の誕生日が近づいたとき、彼女は塔を出て「浮遊する光」（毎年、王と王妃が失われた娘を偲んで放つランタン）を見たいと願う。ゴーテルはこれを禁じるが、ラプンツェルの誕生日のために美術用品を取りに行く3日間の旅をするという頼みは受け入れ買いに出かける。ゴーテルが不在の間、ラプンツェルは指名手配中の盗賊フリン・ライダーの助けを借りて塔から脱出する。ゴーテルはすぐにラプンツェルがいなくなったことに気づき、ラプンツェルとフリンを追い始める。
ゴーテルはかつてフリンに裏切られた盗賊のコンビ、スタビントン兄弟の助けを借りるため、彼らにフリンへの復讐とラプンツェルの力を利用することを提案する（実際にはその約束を守る気はなかった）。最初の試みでラプンツェルを家に連れ戻すことに失敗したゴーテルは、兄弟たちを騙してフリンを動けなくさせ、彼を王国の衛兵に捕らえさせる。その後、兄弟たちがラプンツェルを誘拐しようとした際、彼らを気絶させてラプンツェルを「救出」する。
ゴーテルはフリンが彼女を裏切ったとラプンツェルに信じ込ませ、2人は塔に戻る。フリンが地下牢から脱出する中、ラプンツェルは自分が王女であると気づき、ゴーテルに真実を尋ねるが、逆上したゴーテルはラプンツェルを鎖で縛り、塔に到着したフリンを刺し重傷を負わせる。自身はそのままラプンツェルと逃亡しようとするが、ラプンツェルの「フリンを治癒できるならば、ゴーテルに従う」という申し出をしぶしぶ受け入れ、彼女を解放する。しかしフリンはラプンツェルの髪を切断、それによって髪は魔力を失い、不老不死の効力も失われる。止まっていた時が動き出したことで急速に老化が進んだゴーテルは激しく動揺した挙句、パスカルが引っ張った髪につまづいて塔の窓から落ち、落ちる途中で寿命が尽きて灰となって消滅する。

### ラプンツェル あたらしい冒険
映画の出来事の6か月前に死んだゴーテルは、2Dアニメーションの『ラプンツェル あたらしい冒険』で、ラプンツェルの寝室の壁に描かれた壁画として登場する。ユージーン（フリン・ライダー）は、彼女が若さと美しさを保つために金色の魔法の花の神秘的な治癒力を独占していたこと、そして赤ん坊の王女を誘拐し、18年間塔に閉じ込めていたことを語る。彼女が最後に言及されるのは、ユージーンが彼女の怒りからラプンツェルを救い、その結果として彼が銀のナイフで刺されて死んだ場面である。
数日後、戴冠式が悪名高い犯罪者レディ・ケインの到着によって中断された際、彼女がラプンツェルに対して「誰と対峙しているのか分かっていない」と言ったのに対し、ラプンツェルはゴーテルとの経験を引き合いに出し、「もっとひどい目にあってきた」と答えた。

### ラプンツェル ザ・シリーズ
彼女は、「髪のひみつ」のエピソードで、約1週間前に突然70フィートの長さの魔法の金髪が戻ってきた後、ラプンツェルが見た悪夢の中に現れる。ゴーテルは、ラプンツェルが自分が「永遠に消えた」と思っていたことを誇らしげに語り、彼女の「娘」の金髪とその神秘的な力が戻ったことに邪悪な喜びを感じていることを示す。そして、ゴーテルはラプンツェルに対して、彼女を再び塔に連れて帰るために戻ってきたと慰めるように語り、そこでは「安全で安心」できると告げる。そのとき、ラプンツェルの70フィートの金髪の再生を引き起こした黒い岩のトゲが彼女の周りに現れる。
「ヴァリアンを探して」では、得意げなユージーンがマキシマスに塔の窓を指して「ゴーテルが破滅に落ちた場所だ」と示す。
「ヴァリアン 再び」では、ラプンツェル王女が父親のフレデリック王に対して、彼女に嘘をついて本当の世界に出る準備ができていないと言ったのは、彼が初めてではないと述べる。これは、彼女の養母であるゴーテルに対する言及である。
第2シーズンのエピソード「忘却の杖」では、記憶を失ったラプンツェルが、ゴーテルが自分の母親だと自然に思い込み、カサンドラに「母さんが作る特別なスパイスを試してみて」と興奮して言う。
彼女は「ラプンツェルトピア」で、暗黒の魔術師ザン・ティリの幽霊弟子トロムス・ザ・エターナルの邪悪な魔法によって作られた悪夢の中で再登場する。「デマニタスの道」では、ロード・デマンティウスのフラッシュバックにより、ゴーテルがかつて彼の3人の弟子の1人であり、長年の宿敵ザン・ティリに裏切ったことが示唆される。
最終シーズンの前半のエピソード「帰ってきたラプンツェル」では、カサンドラが後にザン・ティリであることが判明する子供のような霊に遭遇する。ザン・ティリはカサンドラに、彼女がゴーテルの実の娘であることを明かし、新生児のラプンツェルが誘拐された後の出来事を見せる。ゴーテルはカサンドラを4歳の時に放置し、王室の衛兵隊長が彼女の小屋を発見したときに彼女を養子に迎えた。ザン・ティリはその恨みを利用してカサンドラを友人たちから引き離し、「魔法の泉」では養父に母親の真実を隠していたことを責める。また、「カサンドラの復讐」の2部構成のエピソードでは、カサンドラがラプンツェルに対して、ゴーテルが自分の血縁の娘であるカサンドラではなくラプンツェルを選んだことについて皮肉を込めて「話し合おう」と言い放つ。ラプンツェルは、ゴーテルが彼女を誘拐し、意に反して閉じ込めたのであり、それは自分の決断ではなかったと説明しようとします。しかし、怒ったカサンドラは、自分を窓から突き落としたのは誰の決断だったのかと問い詰める。
「ふたりの娘」では、ゴーテルの落ち着かない魂が、彼女が若いカサンドラと共に住んでいた後に放置された小屋を今もなおさまよっていると言われている。好奇心旺盛なカサンドラとラプンツェルがこの噂を調査しに行くが、それは魔法の花とムーンストーン・オパールの人間ホストをさらに引き離すためのザン・ティリの策略だった。2人がさらに探索すると、ゴーテルが自分の若い娘カサンドラに対する軽蔑を示す魔法の鏡という形で、自身の過度にナルシスト的な性格を記録していたことが判明する。彼女の肖像画は暖炉の上に見られたが、緑色の炎によって燃え尽きる。欠けた手鏡が示す映像では、ゴーテルがカサンドラに対して母性的な愛情を表現するように見えるが、実際には彼女がカサンドラを自分の髪から遠ざけるために甘い言葉をかけただけであり、実の娘を「いやな小さな害虫」としか思っていなかったことが隠されている。

## 他のメディア

### マーチャンダイズ
人気のある「ゴーテル クラシックドール」に加えて、ラプンツェル、フリン、パスカル、マキシマスと一緒に「ラプンツェル タングルド フィギュア プレイセット」にも登場するこのキャラクターの姿は、ディズニーによってより魅力的なドールに改変され、2012年に発売されたディズニーの「ディズニー・ヴィランズ デザイナーズ・コレクション」の一部として、いくつかの再想像されたディズニーの悪役たちと共に販売された。ゴーテルは、サテン製の長いバーガンディ色のガウンを着ており、濃い黒髪を「劇場風のアップスタイル」にまとめている。

### ワンス・アポン・ア・タイム
ゴーテルは、ABCのテレビシリーズ『ワンス・アポン・ア・タイム』に登場し、女優エマ・ブースが演じている。彼女は第7シーズンで初登場し、主要な敵対者の1人である。このバージョンのゴーテルは、ドライアドの女王だったマザー・フローラ（ガブリエル・ミラーが演じる）の後を継ぎ、ドライアドの虐殺を経て「母なる自然」の称号を受け継いだドライアドである。彼女はウィッシュ・レルムのフック船長との間にアリスを産み、8つの魔女の結社のリーダーとなった強力な魔女である。ハイペリオン・ハイツでは、彼女はドリゼラの共犯者であり、エロイーズ・ガードナーとして知られている。

### コンピュータゲーム

#### ディズニー マジックキングダムズ
ゴーテルは、コンピュータゲーム『ディズニー マジックキングダムズ』でプレイヤーキャラクターとして登場する。解除される前は、ゲームのメインストーリーで3番目の敵ボスとして登場する。

#### キングダム ハーツ シリーズ
ゴーテルは『キングダム ハーツ』シリーズにおいて、『キングダム ハーツIII』で初登場し、英語版ではドナ・マーフィーが役を続投した。彼女の役割は映画と同様だが、ここではラプンツェルを塔に連れ戻すことと引き換えに、真のXIII機関と同盟を結ぶ。しかし、彼女がラプンツェルを拘束し、ユージーンを攻撃した後、機関は彼女の極端な闇が彼女の世界を破壊し、彼女を「グリム・ガーディアンネス」というハートレスに変えて第2のキーブレード戦争で利用する可能性があると結論づけるが、彼女はすぐにソラによって討伐される。

### 書籍

#### ディズニー みんなが知らない塔の上のラプンツェル ゴーテル ママはいちばんの味方
作家セリーナ・ヴァレンティーノによる「ヴィランズ」シリーズの第5巻で、ゴーテルは姉妹のプリムローズとヘイゼル、そして母のマネアと共にデッド・ウッズに住んでいる。魔法の力を得るためには、姉妹たちは母の血を飲まなければならない。儀式の中で、マネアはプリムローズとヘイゼルの両方を殺すと脅し、それに応じてゴーテルは彼女と若さと健康をもたらす魔法のラプンツェルの花に火をつける。しかし、一輪の花が生き残る。すぐに復讐に燃えたマネアの霊がゴーテルとその姉妹たちを襲う。ゴーテルは生き延び、母の霊をついに追放するが、姉妹たちは病に倒れ、弱っていく。オッド・シスターズがウッズに現れ、ゴーテルの姉妹を癒すために助けたいと申し出る。しかし、この約束にもかかわらず、ヘイゼルとプリムローズは死んでしまう。ゴーテルとオッド・シスターズは暗黒魔法と生き残った花を使い、ヘイゼルとプリムローズを一種の停滞状態にするが、ヘイゼルとプリムローズはゴーテルに死なせてほしいと懇願する。ゴーテルは眠りに落ち、忠実な召使いのジェイコブがプリムローズとヘイゼルを墓に埋め、残った一輪の花を使ってゴーテルを長年生かし続ける。
何年も後にゴーテルは、オッド・シスターズの指示を受けたジェイコブによって目覚める。ゴーテルは、コロナ王が病気の女王のために最後の金色の花を手に入れるため、デッド・ウッズに軍隊を派遣したことを知る。ゴーテルは遠く離れた小屋に逃げ、ずっと停滞状態にあった2人の姉妹の遺体を連れて行く。小屋で再びオッド・シスターズと出会う。ルシンダは近くの村に出かけ、家政婦のミセス・ティドルボトムを雇う。その後、シスターズは去る。間もなく、コロナの軍が再び花を求めて小屋にやってくる。ゴーテルは隠れている間、ミセス・ティドルボトムが兵士たちを引き付けるが、その過程で花を失う。その後、ゴーテルは赤ん坊のラプンツェルを誘拐する。しかし、ゴーテルはラプンツェルの育児には関わらず、ミセス・ティドルボトムとナニーのミセス・ラブレースが彼女を8歳まで育てる。
ラプンツェルの8歳の誕生日に、オッド・シスターズがゴーテルを訪ね、彼女が完全に正気を失っていることを発見する。彼女はシスターズのような服を着ており、自分もその一員だと主張する。シスターズは驚き、困惑しつつも、ゴーテルを助けるためにラプンツェルの髪を使ってプリムローズとヘイゼルを蘇らせようとする。ミセス・ラブレースがその暗い儀式の最中に入ってきて、叫び声を上げる。その結果、ミセス・ラブレースは殺され、ミセス・ティドルボトムの記憶は消され、オッド・シスターズはラプンツェルと彼女の新しいペットのパスカルを眠らせる。ゴーテルは彼女らを塔に閉じ込め、次の10年間、ラプンツェルは眠り続け、自分が楽しい子供時代を送ったと思い込んでいるが、実際にはずっと眠っており、その間ゴーテルは彼女の髪を使って若さを保っていた。
前作の出来事に続いて、オッド・シスターズは鏡の世界に閉じ込められている。ゴーテルが彼女たちに連絡を取ると、彼女たちはラプンツェルが目覚めたこと、そしてゴーテルを助けることができないことを明かす。ゴーテルが怒って彼女たちに詰め寄ると、シスターズは助けることを拒否し、鏡越しに事の成り行きを見守る。彼女たちの影響を受けて、フリン・ライダーがゴーテルが姉妹たちの様子を見に行っている間に塔に現れ、ラプンツェルと共に脱出する。その後の出来事は映画と同様に展開し、オッド・シスターズはゴーテルがフリンによってラプンツェルの髪を切られ、塔から落ちて塵と化して死ぬ様子を楽しげに見守る。
第6巻『ディズニー みんなが知らない奇妙な三姉妹の話 本当の結末』では、ゴーテルがオッド・シスターズの妹であり、オッド・シスターズが誕生するきっかけとなった出来事の後に生まれたことが明かされる。

## キャスト

### 原語版声優
- ドナ・マーフィ（2010年 - 現在）[39]

### 実写版キャスト
- エマ・ブース（2017年 - 2018年）：『ワンス・アポン・ア・タイム』シーズン7[40]

### 日本語吹替版声優

#### アニメ版
- 剣幸（2011年 - 現在）[41]

## 評価
ゴーテルは映画批評家から主に肯定的な評価を受けている。『フィナンシャル・タイムズ』のナイジェル・アンドリュースは、ゴーテルが映画の「最高のセリフと楽曲」を担当していると感じた。『フィルム4』はゴーテルを「楽しい」キャラクターと表現し、「彼女が良いキャラクターたちを少し退屈に感じさせるほどだ」と述べた。『リトル・ホワイト・ライズ』のジョージー・ホッブズは、ゴーテルを映画の「目玉」として賞賛し、彼女が「『Mother Knows Best』を非常に情熱的に、まるでスティーヴン・ソンドハイムの狂気じみたヒロインたちに匹敵するほどに演じた」と書いている。『IGN』のジム・ヴェイヴォダは、「ゴーテルはほとんど映画を乗っ取る勢いで、彼女の過保護な独裁がほぼ理にかなっているように思わせる」と述べている。『エンパイア』のヘレン・オハラは、ゴーテルをディズニーの「初の受動的攻撃性を持つ悪役」と呼び、彼女が「超能力をまったく持たず、自分を保つためにその膨大な知恵に頼ることが彼女を奇妙にも魅力的にしている」と評価した。『ミルウォーキー・ジャーナル・センティネル』のキャシー・ジャキチッチは、ゴーテルを「多くの娘たち（そして母親たち）が面白いと感じ、少し馴染みすぎていると感じる」ほど「現代的な素晴らしい悪役」と呼んだ。『ニューヨーク・タイムズ』のA・O・スコットは、「ディズニーのパンテオンには邪悪な継母がたくさんいるが、ゴーテルほど純粋なサディスティックな強烈さを持つものはほとんどいない」と述べている。『サウスタウン・スター』のジェイク・コイルは、ゴーテルを「ディズニーの最高の悪役の1つ」とし、『フィラデルフィア・デイリーニュース』のゲイリー・トンプソンは彼女を「ディズニーを愛する理由の1つ」と称賛した。『タルサ・ワールド』のマイケル・スミスは、ゴーテルを「ラプンツェルの夢を殺すことで完璧に邪悪である」と評している。『ザ・ブレード』のカーク・ベアードは、ゴーテルを映画の「最も強力なキャラクター」と認識した。『スター・トリビューン』のコリン・コーヴァートは、「ゴーテルは『白雪姫』の女王よりも怖い」とコメントし、彼女が「呪文をかけないからこそ、自分を完全に操り、罪悪感を与え、感情的に女の子を打ち負かすことができる」と述べている。ゴーテルは、ディズニーの『白雪姫』（1937年）に登場する女王としばしば比較されており、また、多くの批評家が彼女の外見を歌手のシェールと似ていると指摘している。『トロント・スター』のピーター・ハウエルは、ゴーテルが「永遠の若さを追い求める中で、シェールに不自然に似ている」と冗談を述べている。
しかし、批評家たちの評価は一様ではなく、ゴーテルが受動的すぎて説得力のある悪役になっていないと感じる批評家もいた。『デトロイト・メトロタイムズ』のジェフ・マイヤーズは、映画の「悪役はそれほど悪くない」と書き、『パロアルト・デイリーニューズ』のタイラー・ハンリーは、ゴーテルを「一面的でありきたり」と受け取った。『ポップマターズ』のビル・ギブロンは、ゴーテルは「伝統的なディズニーヴィランズ、例えばマレフィセントやクルエラ・ド・ヴィルには太刀打ちできない」と書いている。『U-Tサンディエゴ』のアリソン・ギャングは、ゴーテルが時々「迷惑な」キャラクターだと感じた。『USAトゥデイ』のクラウディア・プイグは、「ゴーテルがラプンツェルの愛情深い母親としての役割を（時には）うまく演じることができる」と書いている。『ムービーライン』のミシェル・オレンジは、ゴーテルの性格をある程度楽しんだものの、「ゴーテルを不死を望む虚栄心の強い女性に縮小してしまったことで、映画は神話的な要素を失い、物語のドラマティックな影響を欠いてしまった」と批判した。
一方、マーフィーの演技は一貫して高く評価されている。『エンターテインメント・ウィークリー』のリサ・シュワルツバウムは、他のキャストが「落ち着いている」中で、ゴーテルを「花火のような存在」として強調した。『ウォール・ストリート・ジャーナル』のジョー・モーゲンスターンは、「ドナ・マーフィーはゴーテルの声を悪役として絶妙に演じている」と書いた。『Now』のノーマン・ウィルナーは、マーフィーがブロードウェイ女優のパティ・ルポーンをうまく表現したと感じた。『デイリー・テレグラフ』のティム・ロビーは、マーフィーの演技を女優ジュリー・アンドリュースと比較し、「ブロードウェイスターのドナ・マーフィーの演技は、ゴーテル母さんを記憶に残る操作的なディーヴァに変えた」と書いている。『デイリーニュース』のジョー・ニューマイヤーは、マーフィーの演技を「見事にいたずらっぽい」と称した。『トータルフィルム』のジョナサン・クロッカーは、「虚栄心の強い悪役である偽の母親を演じるドナ・マーフィーの声の演技は見事だ」と書き、「彼女の『お母様はあなたの味方』の力強い歌唱は、映画の最高のミュージカルナンバーだ」と付け加えた。同様に、『タンパベイ・タイムズ』のスティーブ・パーソールは、「ゴーテル役にはマーフィーしかふさわしくない」と書き、「彼女の『お母様はあなたの味方』は圧巻だ」と続けた。『デジタルスパイ』のサイモン・レイノルズは、「ドナ・マーフィーがショーを奪う」と感じた。同様に、『Canoe.ca』のリンゼイ・ワードは、「マーフィーは...彼女の声で巨大なスペクタクルに変身し、対峙すべき強力な力となった」と書いている。『Vulture.com』のデビッド・エデルスタインは、マーフィーを「アニメ映画へのブロードウェイの贈り物」と称し、特に彼女が映画の最高のセリフ「そう、私が悪者なの？」を見事に演じたと評価している。『Quickflix』はマーフィーを「素晴らしい」と評し、『ザ・スター・レッジャー』のスティーブン・ウィッティは彼女を「見事だ」と呼んだ。『コモン・センス・メディア』のサンディ・アンギュロ・チェンは、「ドラマチックな緊張感は、ゴーテルの形で最もよく表れている」と述べ、マーフィーが「必要な迫力を加えた」と評価した。チェンはゴーテルを「個人的なお気に入り」とし、シェールや女優ソフィア・ローレンと比較した。『A.V.クラブ』のタシャ・ロビンソンは、ゴーテルが「スターのマーフィーによって見事に声を当てられている」と書いている。マーフィーの「お母様はあなたの味方」の演技も非常に好意的に受け取られ、批評家たちは彼女を再びジュリー・アンドリュースと比較した。『ローリング・ストーン』のピーター・トラヴァースは、ゴーテルの声を「死ぬほど素晴らしい」と称し、彼女の歌のパフォーマンスを「コミカルな至福」と見なした。『クアッドシティ・タイムズ』のリンダ・クックは、この曲が「マーフィーによって見事に歌い上げられ、サウンドトラックの購入価値を高めている」と述べている。『オースティン・クロニクル』のマージョリー・バウムガーテンは、「マーフィーはゴーテルとして彼女のミュージカルシーンに舞台芸術をもたらし、それが皮肉と辛辣なウィットに満ちている」と評価している。『スラント・マガジン』のクリスチャン・ブラウベルトは、映画の曲がマンディ・ムーアの「ポップスターのボーカル」のせいで少し物足りないと感じたものの、ゴーテルのパフォーマンスは非常に楽しんだと書き、「ブロードウェイのベテランであるマーフィーが、メンケンのオクターブを駆け上がるメロディーをまるでエスカレーターのように昇りつつ歌うとき、それは別の話だ」と述べている。ゴーテルを「ディズニーの中でも最も強力な策略家の1人」と呼んだ『タイム』のリチャード・コーリスは、マーフィーのパフォーマンスがトニー賞 ミュージカル主演女優賞に値すると感じ、「このプリマドンナほどユーモアの中に悪意を、痛みの中に楽しさを呼び起こせる者はいない」と結論づけた。映画のサウンドトラックのレビューで、オールミュージックのジェームズ・クリストファー・モンガーは、「ムーアとマーフィーの2人が大部分の作業を担当し、どちらも素晴らしい演技を見せている」と書いている。
『IGN』はゴーテルを「ディズニーの12の悪役女性」のリストで4位にランクインさせた。『E!』が行ったディズニーの偉大な悪役33人のリストでは、ゴーテルは25位にランクインした。